# −6
−6(마이너스 육, 음의 육)은 −7보다 크고 −5보다 작은 음의 정수이다. −6의 절댓값과 반수는 6이며, −6의 역수는 분수로는 −1/6이고, 소수로는 {\displaystyle -0.1{\dot {6}}}이다.